# 라스트 (드라마)
《라스트》는 2015년 7월 24일부터 2015년 9월 12일까지 방송 되었던 JTBC 금토 드라마이다.

## 줄거리
100억 원 규모의 지하경제를 둘러싸고 벌어지는 사투를 그린 드라마.

## 등장 인물

### 주요 인물
- 윤계상 : 장태호 역 - 이 드라마의 메인 남주인공. 34세. 전직 펀드 매니저. 또 다른 정체는 작전 세력 주포 에이스
- 이범수 : 곽흥삼 역 - 이 드라마의 메인 남주인공이자 진 최종 보스. 42세. 노숙자를 거느리고 100억 규모의 지하 경제 시스템을 만들어낸 괴물
- 박원상 : 류종구 역 - 이 드라마의 서브 주인공. 45세. NO2. 전직 미들급 동양 챔피언. 태호의 스승
- 서예지 : 신나라 역 - 이 드라마의 여주인공. 29세. 시민 병원 간호사. 대원식당 손녀/ 서울역 근처 시민 병원에서 간호사로 일한다.
- 박예진 : 서미주 역 - 이 드라마의 서브 여주인공. 33세. 곽흥삼이 VVIP를 접대 하기 위해 만든 회원제 술집 '더클럽'의 마담

### 지하세계
- 공형진 : 차해진 역 - 37세. 길거리 캐스팅을 빌미로 연예인 지망생들에게 학원비를 뜯어내던 브로커. 넉살좋고, 언변도 청산유수 숨 쉬는 거 빼고 전부 구라의 경지
- 정종준 : 조구선 회장 역 - 64세. 땟국물 흐르는 신사복에 코가 닳은 구두를 신고 다니는 자칭 '회장님'
- 안세하 : 공영칠 역 - 27세. 컴퓨터 덕후. 타고난 은둔형 외톨이에 대인 관계 부적응자. 대학원도 싫고 취직도 싫다. 한의원 하시는 아버지의 간섭이 싫어 노숙자가 됐다.
- 김지훈 : 오공두 십장 역 - 46세. 전남 순천생. 일찌감치 맨 주먹으로 상경해 공사판을 전전하며 잔뼈가 굵었다. 평소엔 말수가 없다가 한번 꼭지가 돌면 물불 안 가리는 다혈질.
- 동하 : 사마귀 역 - 30대 추정. 곽흥삼의 보디가드 겸 히트 맨. 본명도, 나이도 베일에 감춰진 사내.
- 이철민 : 독사 역 - 36세. No4. 장기 매매를 전담하는 냉혈한. 곽흥삼의 신임을 얻기 위해 애쓰지만 매번 사마귀에게 견제 당한다.
- 장원영 : 악어 역 - 39세. No5. 노숙자 명의를 이용, 대포 통장이나 대포 폰을 만든다. 느물거리는 말투에 허허실실 한 태도가 언뜻 만만해 보이지만 이기기 위해서는 꼼수와 반칙도 불사하는 더티 파이터.
- 김영웅 : 배중사 역 - 41세. No6. 상납 총 책임자. 사병을 폭행해서 불명예 제대한 예비역 육군 중사. 걸핏하면 군인 정신을 들먹이며 노숙자들을 괴롭힌다.
- 김기천 : 양씨 역 - 노숙자.
- 박재웅 : 떡대 역 - 정만출 사장의 부하.
- 고인범 : 문기환 차관 역
- 박지일 : 최인구 이사 역
- 이규섭 : 독사부하 역
- 이설구
- 이두경 : 정 사장 역

### 그 외 인물
- 구재이 : 윤정민 역 - 32세. 태호의 옛 애인. 한중그룹 윤일중 회장이 감춰둔 혼외 자식.
- 이용우 : 강세훈/곽흥수 역 - 35세. 한중그룹 기획전략실 차장. 어렸을 적 캐나다로 입양되어 5년전 귀국.
- 이도경 : 정만출 사장 역 - 54세. 명동의 악명 높은 사채업자. 태호를 나락으로 처넣은 장본인.
- 김종구 : 윤일중 회장 역 - 66세. 한중그룹 회장. 윤정민의 아버지. 목재소 사환으로 시작해 굴지의 대기업 총수가 된 입지전적 인물.
- 반효정 : 장군할매 역 - 68세. 대원식당 주인. 나라의 할머니. 국자를 휘두르며 서울역 일대를 호령 하는 여장부. 가시 돋친 말투에 무뚝뚝한 성품이나 노숙자들에게는 대모같은 존재.
- 권태원 : 김 의원 역
- 윤상훈 : 최군 역
- 정동규
- 박건락
- 김우석
- 조민아 : 류은지 역 - 류종구의 딸.
- 김신 : 윤재성 역 - 윤일중의 아들. 망나니 재벌 2세.
- 정대용
- 이창
- 윤석원
- 구건민

### 특별출연
- 박혁권 : 박민수 역 - 36세. 태호의 대학 선배. 소심하고 무던 하다. 태호의 제안을 받고 월급쟁이 증권맨에서 작전 트레이더로 변신. '대동바이오' 작전이 실패한 뒤 정사장 패거리에 의해 죽음을 맞는다.
- 윤제문 : 작두 역 - 40대추정. NO3 베일에 쌓인 인물. 교도소에 수감 중이며 출감일이 얼마 남지 않았다.
- 조재윤 : 뱀눈 역 - 35세. No7. 서울역 상납 관리. 조직의 서열을 등에 업고 호가호위하는 최하위 보스. 태호가 처음으로 제압하는 상대.
- 장성규
- 송민교
- 박근형 : 왕회장 역 - 전설의 사채업자. 대통령을 4번 갈아 치웠다고 묘사되는 인물이다. 대궐 같은 옛 집에서 허름한 베옷을 입고 등장했다.

## 시청률
최저 시청률과 최고 시청률은 시청률 조사회사와 지역별로 시청률에 차이가 있을 수 있습니다.
| 2015년 | 2015년   | 2015년     | 2015년      |
| 회차   | 방송일   | AGB 시청률 | TNmS 시청률 |
| ------ | -------- | ---------- | ----------- |
| 제1회  | 7월 24일 | 1.364%     | 1.3%        |
| 제2회  | 7월 25일 | 1.152%     | 1.3%        |
| 제3회  | 7월 31일 | 1.428%     | 1.3%        |
| 제4회  | 8월 1일  | 0.969%     | 1.1%        |
| 제5회  | 8월 7일  | 1.384%     | 1.4%        |
| 제6회  | 8월 8일  | 1.276%     | 1.2%        |
| 제7회  | 8월 14일 | 1.548%     | 1.1%        |
| 제8회  | 8월 15일 | 1.469%     | 1.1%        |
| 제9회  | 8월 21일 | 1.551%     | 1.4%        |
| 제10회 | 8월 22일 | 1.629%     | 1.5%        |
| 제11회 | 8월 28일 | 1.826%     | 1.2%        |
| 제12회 | 8월 29일 | 1.549%     | 1.3%        |
| 제13회 | 9월 4일  | 1.553%     | 1.4%        |
| 제14회 | 9월 5일  | 1.500%     | 1.9%        |
| 제15회 | 9월 11일 | 1.749%     | 1.7%        |
| 제16회 | 9월 12일 | 2.203%     | 2.0%        |

## 같이 보기
- 웹툰을 원작으로 삼은 드라마 목록

## 동시간대 경쟁 프로그램
- tvN 금토 드라마 《오 나의 귀신님》 : (2015년 7월 3일 ~ 2015년 8월 22일)
- tvN 금토 드라마 《두번째 스무살》 : (2015년 8월 28일 ~ 2015년 10월 17일)